# Hume-berkiposzáta
A Hume-berkiposzáta (Horornis brunnescens) a madarak  osztályának verébalakúak (Passeriformes) rendjébe, ezen belül a berkiposzátafélék (Cettiidae) családba faj.

## Rendszerezése
A fajt Allan Octavian Hume ornitológus írta le 1872-ben, a Horeites nembe Horeites brunnescens néven. Sorolták a Cettia nembe Cettia brunnescens néven, de szerepelt a sárgahasú berkiposzáta (Cettia acanthizoides) alfajaként Cettia acanthizoides brunnescens néven is.

## Előfordulása
Dél-Ázsiában a Himalája hegységben, Bhután, India, Kína és Nepál területén honos. Természetes élőhelyei a mérsékelt övi erdők, gyepek és cserjések. Nem megfelelő körülmények hatására alacsonyabb területekre vonul.

## Megjelenése
Testhossza 11 centiméter.

## Életmódja
Valószínűleg gerinctelenekkel táplálkozik.

## Természetvédelmi helyzete
Az elterjedési területe nagy, egyedszáma viszont csökken, de még nem éri el a kritikus szintet. A Természetvédelmi Világszövetség Vörös listáján nem veszélyeztetett fajként szerepel.

## Külső hivatkozások
- Képek az interneten a fajról
- Xeno-canto.org